# Tilburg (gemeente)

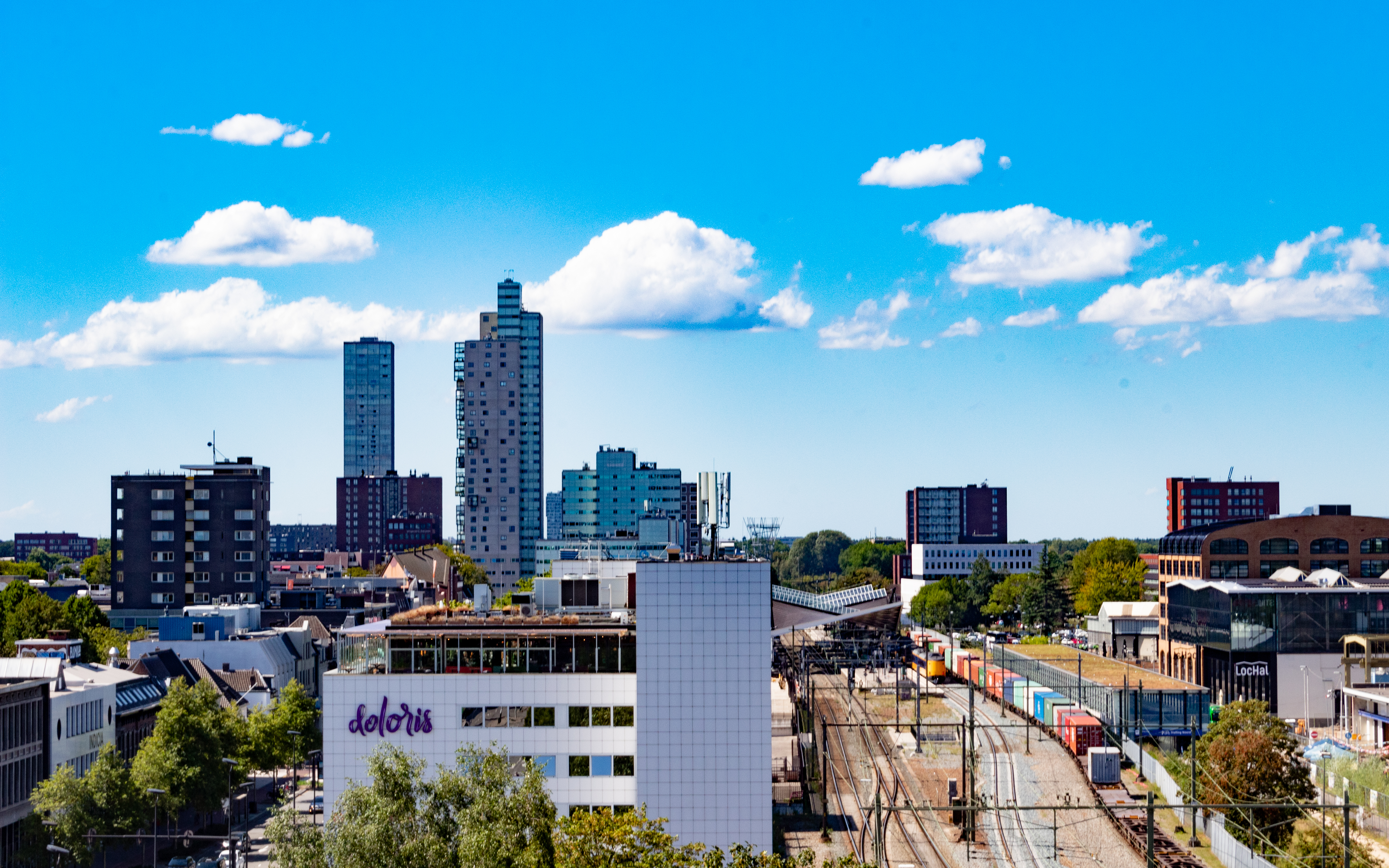
Skyline van Tilburg

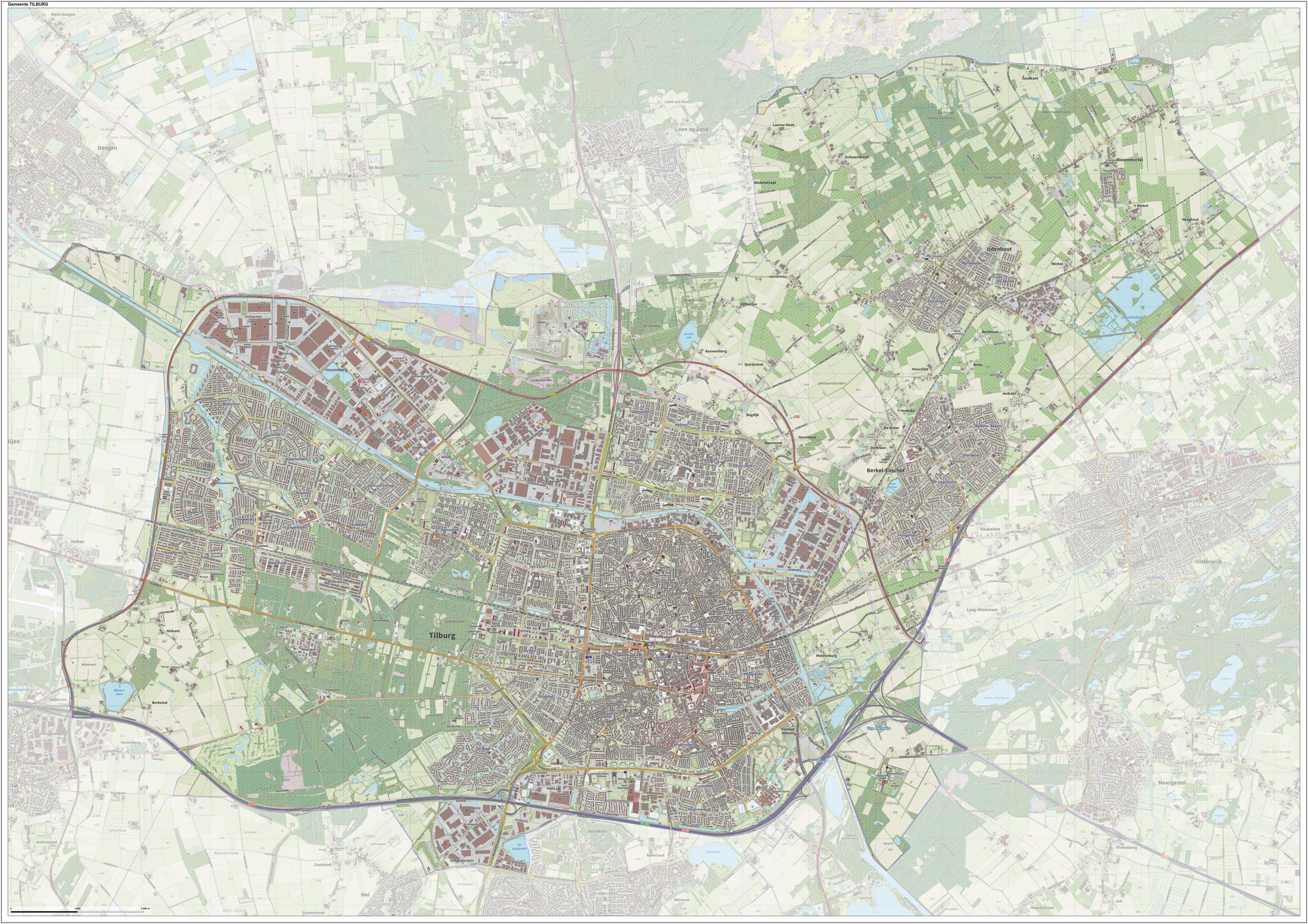
Topografische gemeentekaart van Tilburg, per september 2022

Tilburg (uitspraakⓘ) is een gemeente in de Nederlandse provincie Noord-Brabant.
De gemeente Tilburg omvat naast de gelijknamige stad Tilburg tevens de dorpen Berkel-Enschot, Udenhout en Biezenmortel. Per 22 november 2024 had de gemeente 229.836 inwoners, waarmee het de zevende gemeente van Nederland is. Tilburg maakt deel uit van stedelijk netwerk BrabantStad. In het Tilburgs dialect spreekt men van Tilbörg.

## Geografie

#### De stad Tilburg
De stad Tilburg is onder te verdelen in de stadsdelen:
- Binnenstad, grofweg het gebied tussen Station Tilburg tot en met het Koningsplein, en tussen de Noordhoekring en Tivolistraat/Piusplein
- Oud-Noord, het gebied tussen de Ringbanen ten noorden van de spoorlijn Breda – Eindhoven
- Tilburg Noord, het gebied ten noorden van het Wilhelminakanaal en ten oosten van de Midden-Brabantweg
- Oud-Zuid, het gebied tussen de Ringbanen ten zuiden van de spoorlijn Breda-Eindhoven, met uitzondering van de Binnenstad
- Tilburg Oost, het gebied ten oosten van de Ringbaan Oost
- Tilburg West, het gebied ten westen van Ringbaan West en ten noorden van de Bredaseweg, exclusief de Reeshof
- Tilburg Zuid, het gebied ten zuiden van de Ringbaan Zuid en de Bredaseweg, inclusief de wijken Zorgvlied en De Blaak en industrieterrein Katsbogte.
- Reeshof, het gebied aan de westkant van de Burgemeester Baron van Voorst tot Voorstweg tot aan de gemeentegrens Gilze en Rijen en tussen de Bredaseweg en het Wilhelminakanaal.

#### Woonplaatsen
| Woonplaats (BAG) | Inwoners 2023 |
| ---------------- | ------------- |
| Tilburg          | 203.690       |
| Berkel-Enschot   | 13.855        |
| Udenhout         | 8.730         |
| Biezenmortel     | 1.445         |

### Aangrenzende gemeenten
| Aangrenzende gemeenten | Aangrenzende gemeenten | Aangrenzende gemeenten | Aangrenzende gemeenten | Aangrenzende gemeenten |
| ---------------------- | ---------------------- | ---------------------- | ---------------------- | ---------------------- |
| Dongen                 |                        | Loon op Zand           |                        | Heusden Vught          |
|                        |                        |                        |                        |                        |
| Gilze en Rijen         | Oisterwijk             |                        |                        |                        |
|                        |                        |                        |                        |                        |
|                        |                        | Goirle                 |                        | Hilvarenbeek           |

### Ontwikkeling van stad en gemeente

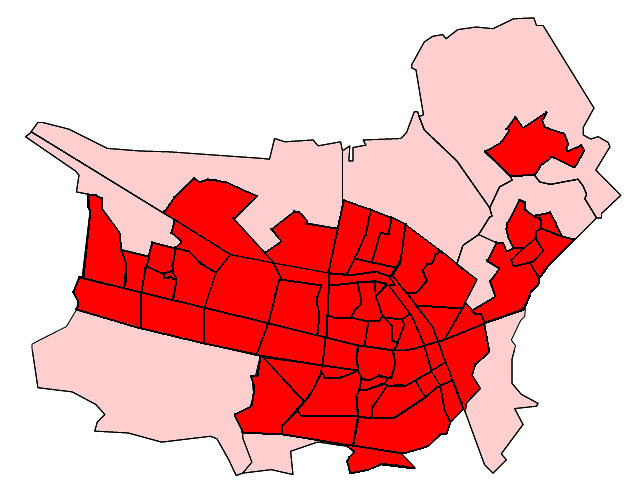
Wijk- en buurtkaart uit 2008, opgedeeld in wijken, buurten en industriegebieden.
bebouwde kom
buiten- en uitbreidingsgebieden

In de bovenstaande wijk- en buurtkaart zijn enkele stedenbouwkundige bijzonderheden goed te herkennen:
- In het noordoosten liggen de dorpen die in 1997 bij de gemeente Tilburg zijn gevoegd: Udenhout en ten zuiden daarvan Berkel-Enschot. Anno 2020 breidt de bebouwing van Berkel-Enschot zich naar het westen uit; de bebouwing van het plan Nieuwe Warande sluit aan op industriegebied Loven. Ook ligt in het noordoosten het dorp Biezenmortel, dat op 1 januari 2021 aan de gemeente Tilburg werd toegevoegd.
- In het zuiden loopt de bebouwde kom tot aan de gemeentegrens, waar hij aansluit op de bebouwing van Goirle, dat tot de agglomeratie Tilburg behoort. Hoewel de plaatsen functioneel en ruimtelijk bij elkaar horen, heeft Goirle zich met succes verzet tegen fusie. De andere omliggende gemeenten zijn functioneel ook verbonden met Tilburg, maar zijn ruimtelijk meer gescheiden.
- Tot de annexatie van Berkel-Enschot was er vooral in het westen ruimte voor stadsuitbreiding, daarom heeft de stad zich daarheen uitgebreid, wat te zien is aan de grote wijken in het westen. Het westelijkste en nieuwste deel is de Reeshof. Ook in het noorden en zuiden duiden de grote wijken op uitbreidingsprojecten; voornamelijk woonbebouwing, maar aan de randen ook industriegebieden, bijvoorbeeld Kraaiven.
- De doorlopende lijn die Tilburg in noord en zuid verdeelt is de spoorlijn Breda – Eindhoven uit 1863, die toen nog de noordrand van de stedelijke bebouwing markeerde. Ten noorden ervan ontstonden later woonwijken, rond oude woonkernen en fabrieken, met name de Tilburgse textielindustrie. Aan de zuidkant ligt rond de Heuvel het deel met de stedelijke voorzieningen. Dit wordt beschouwd als het centrum, hoewel het door de stadsuitbreiding aan de oostkant is komen te liggen. De tweedeling van de stad door de spoorlijn veroorzaakte ruimtenood voor de stedelijke voorzieningen, mede doordat de honderden meters lange Hoofdwerkplaats van de NS een blokkade vormde. Deze werd wel de 'Verboden stad' genoemd.[bron?] De stedenbouwkundige tweedeling en de voortgaande aanpak ervan worden besproken in de artikelen Station Tilburg en Spoorzone.
- De lijn die de stad in west en oost verdeelt, bestaat uit de Midden-Brabantweg en Ringbaan West. Bij de aanleg in de jaren 1950 vormde Ringbaan West de westzijde van de stad, al lagen er wel enkele buurtschappen aan de westkant.
- De gebogen lijn van noordwest naar zuidoost is het Wilhelminakanaal dat Tilburg met de Maas verbindt. De van de stad afgekeerde zijde bleef lang agrarisch of braakliggend gebied.
- Ringbaan Noord en Ringbaan Oost liggen aan de stadszijde parallel aan het kanaal. De tussenliggende strook is een veelal versnipperd gebied, deels zonder duidelijke bestemming, deels met kleinschalige bedrijvigheid. Daarnaast omvat deze strook ook de woonwijk Armhoef, direct ten zuiden van het spoor.

#### Andere stedenbouwkundige bijzonderheden
Tilburg is ontstaan uit aaneengegroeide herdgangen, waardoor de stad tot in de 21e eeuw veel stadsprairies kende, versnipperde gebieden die weliswaar open waren, maar door de omliggende bebouwing nauwelijks zichtbaar waren. Anno 2020 zijn deze vrijwel allemaal in gebruik genomen.
Het autoverkeer wordt in Tilburg over drie ringen geleid. De binnenste is de cityring, waarvoor veel bebouwing moest wijken, wat burgemeester Becht de bijnaam Cees de sloper opleverde. Daarbuiten liggen de Ringbanen en daaromheen ligt de ring van N260, N261, A65 en A58.
Mede door de gemakkelijke verkeersafwikkeling via de ringbanen heeft Tilburg zich in de tweede helft van de twintigste eeuw, na de teloorgang van de textielindustrie, ontwikkeld tot een van de belangrijkste logistieke centra van Nederland.
De aanleg van spoor, kanaal en stadsringen, samen met de uitbreiding en de inbreiding van de woonbebouwing, hebben de traditionele structuur van herdgangen en verbindingswegen grotendeels onzichtbaar gemaakt. Er zijn nog wel enkele kernen en wegen herkenbaar, met name Goirke met de Goirkestraat, die onderdeel uitmaakt van het Rijksbeschermd gezicht Wilhelminapark/Goirkestraat, en Korvel met de Korvelseweg en het Korvelplein.

### Groen en natuurgebieden

#### Parken
De bekendste stadsparken van Tilburg zijn alle drie ontworpen door de bekende landschapsarchitect Leonard Springer: het Leijpark, het Wilhelminapark (1895) en het Wandelbos (1920). In de oorspronkelijke opzet kenmerken ze zich door een romantische, laatnegentiende-eeuwse sfeer die bij Wilhelminapark en Wandelbos goed bewaard is gebleven.
Ten zuiden van het centrum ligt stadspark Oude Dijk. Dit park ontstond doordat een deel van de kloostertuin van de Zusters van Liefde werd een samengevoegd met de voormalige tuin van Huize Nazareth. Sinds 1987 is het park vrij toegankelijk voor het publiek.
Ten oosten van de Oude Dijk is de Muzentuin gerealiseerd, met name populair bij de studenten van de nabijgelegen kunstacademie.
Ten oosten van de Muzentuin ligt de voormalige factoriumtuin. Deze tuin is sinds 2017 omgebouwd tot het Vrijheidspark van Tilburg. In dit park zijn diverse monumenten te bezichtigen.
Het Kromhoutpark is een strak park uit 1991 dat internationale prijzen heeft gekregen voor het ontwerp.
Eveneens bijzonder is de Oude Warande. Dit park in Tilburg-West is een van de best bewaard gebleven sterrenbossen van Nederland. De gemeente heeft in 2008 een ruim twintig jaar durend restauratieproject grotendeels afgerond.
Verder van het centrum liggen het Quirijnstokpark (stadsdeel Quirijnstok) en het Reeshofpark (stadsdeel Reeshof); deze zijn vrij te bezoeken.
Sinds 2019 is het 'Spoorpark' in de Spoorzone te bezoeken. Het Spoorpark is tevens een dagrecreatiegebied met diverse sportvoorzieningen.

#### Groene wijken
Enkele Tilburgse buurten uit de jaren zestig zijn bijzonder ruim opgezet met brede groenstroken langs bebouwing en hoofdwegen. Met name geldt dit voor Quirijnstok in Noord, verder ook voor Groenewoud en Wandelbos.

#### Natuurgebieden
Het bekendste natuurgebied in de omgeving is Nationaal Park De Loonse en Drunense Duinen, inclusief het natte gebied De Brand, op zes kilometer van Tilburg. Op het grondgebied van Tilburg liggen enkele kleine natuurgebieden. Die sluiten aan op een scala aan natuurterreinen in omliggende gemeenten die voor Tilburgers een recreatieve functie hebben. Deze sluiten veelal op elkaar aan, tot Boxtel en Poppel toe. Ten oosten van het Wilhelminakanaal ligt Moerenburg, dat via het Moergestels Broek en Landgoed Nemelaer aansluit op de Oisterwijkse Bossen en Vennen en Kampina die deel uitmaken van Nationaal Landschap Het Groene Woud dat zich tot Eindhoven uitstrekt. Aan de andere kant van Tilburg ligt, dwars door de woonwijk Reeshof, de Dongevallei, een herstelde bedding van het beekje de Donge waar een bijzondere moerasvegetatie ontstaat uit zaden die onder een dikke laag landbouwgrond bijna een eeuw op ontkieming gewacht hebben. Dit gebied sluit zuidwaarts aan op de Oude Warande en op de landgoederen Sparrendael, Heidepark en Vredelust die niet toegankelijk zijn. Aan de zuidkant daarvan, bij het Bels Lijntje, ligt het voormalige productiebos de Kaaistoep waar zich een steeds gevarieerdere flora en fauna ontwikkelt. Aansluitend liggen het Riels Laag, de Regte Heide, Ooievaarsnest ten zuiden van Goirle, Nieuwkerk, Landgoed de Utrecht en Gorp en Roovert, waarmee de natuurgebieden reiken tot over de Belgische grens.
In het oosten sluit de Dongevallei aan op het Rijens Broek en Boswachterij Dorst. In het noorden ligt de Lange Rekken. Nauwelijks verbonden met de andere gebieden zijn de al genoemde Loonse en Drunense Duinen en recreatie- en natuurgebied Noorderbos, in de voormalige vloeivelden net buiten Tilburg.

## Politiek en bestuur

### Gemeenteraad
Sinds de verkiezingen van 2010 zijn in de gemeenteraad van Tilburg 45 zetels te verdelen. Voorheen waren dat er 39; na 2006 is de gemeente Tilburg het inwoneraantal van 200.000 gepasseerd, waardoor er zetels bijkwamen. Noor Kanters is sinds 2019 de Raadsgriffier. Hieronder de behaalde zetels per partij bij de gemeenteraadsverkiezingen sinds 2006. 
| Gemeenteraadszetels    | Gemeenteraadszetels | Gemeenteraadszetels | Gemeenteraadszetels | Gemeenteraadszetels | Gemeenteraadszetels |
| Partij                 | 2006                | 2010                | 2014                | 2018                | 2022                |
| ---------------------- | ------------------- | ------------------- | ------------------- | ------------------- | ------------------- |
| GroenLinks             | 3                   | 4                   | 4                   | 6                   | 10                  |
| D66                    | 1                   | 5                   | 9                   | 9                   | 7                   |
| Lijst Smolders Tilburg | 5                   | –                   | 5                   | 10                  | 6                   |
| VVD                    | 4                   | 7                   | 5                   | 6                   | 5                   |
| PvdA                   | 11                  | 11                  | 5                   | 2                   | 3                   |
| 50PLUS                 | –                   | –                   | –                   | 2                   | 3                   |
| SP                     | 5                   | 4                   | 6                   | 4                   | 2                   |
| CDA                    | 7                   | 6                   | 5                   | 4                   | 2                   |
| Lokaal Tilburg         | –                   | –                   | –                   | 1                   | 2                   |
| PvdD                   | –                   | –                   | –                   | –                   | 2                   |
| Voor Tilburg           | –                   | 1                   | 1                   | 1                   | 1                   |
| FVD                    | –                   | –                   | –                   | –                   | 1                   |
| ONS Tilburg            | –                   | –                   | –                   | –                   | 1                   |
| Tilburgse Volkspartij  | 1                   | 3                   | 2                   | –                   | –                   |
| Trots op Nederland     | –                   | 3                   | 1                   | –                   | –                   |
| VSP                    | 1                   | 1                   | 1                   | –                   | –                   |
| OPA                    | –                   | –                   | 1                   | –                   | –                   |
| Algemeen Belang        | 1                   | –                   | –                   | –                   | –                   |
| Totaal                 | 39                  | 45                  | 45                  | 45                  | 45                  |
| Opkomst                | 50,13%              | 44,89%              | 44,03%              | 45,37%              | 40,08%              |

### College van B&W

#### Coalitieperiode 2022-2026
De coalitie bestaat uit GroenLinks, D66, VVD en PvdA. Zie hieronder het college van burgemeester en wethouders.
| College van burgemeester en wethouders | College van burgemeester en wethouders | College van burgemeester en wethouders                          |
| -------------------------------------- | -------------------------------------- | --------------------------------------------------------------- |
| Burgemeester                           | Theo Weterings (VVD)                   | Veiligheid en Bestuur                                           |
| Wethouders                             | Evelien Kostermans (GroenLinks)        | Bestaanszekerheid, Kansengelijkheid, Inclusie en Groen en Water |
| Wethouders                             | Marcelle Hendrickx (D66)               | Gezondheid, Zorg en Cultuur                                     |
| Wethouders                             | Maarten van Asten (VVD)                | Financiën, Digitalisering, Sport en Evenementen                 |
| Wethouders                             | Yusuf Çelik (PvdA)                     | Wonen, wijken en integratie                                     |
| Wethouders                             | Rik Grashoff (GroenLinks)              | Openbare ruimte, Mobiliteit, Onderwijs en Arbeidsparticipatie   |
| Wethouders                             | Bas van der Pol (D66)                  | Stedelijke ontwikkeling en Economie                             |
| Gemeentesecretaris                     | Aly van Berckel                        | Algemeen directeur                                              |

### Stedenbanden
Tilburg kent de volgende stedenbanden (vanaf):
- 1984  Matagalpa, Nicaragua[10]
- 1986  Same, Tanzania[11]
- 1989  Minamiashigara, Japan

## Cultuur

### Monumenten
In de gemeente bevinden zich enkele rijksmonumenten, gemeentelijke- en oorlogsmonumenten, zie:
- Lijst van rijksmonumenten in Tilburg (gemeente)
- Lijst van gemeentelijke monumenten in Tilburg (gemeente)
- Lijst van oorlogsmonumenten in Tilburg
- Lijst van Stolpersteine in Tilburg

### Kunst in de openbare ruimte
In de gemeente Tilburg zijn diverse beelden, sculpturen en objecten geplaatst in de openbare ruimte, zie:
- Lijst van beelden in Tilburg

### Bibliotheken
De volgende bibliotheken zijn in de gemeente Tilburg te vinden:
- Bibliotheek Tilburg University
- Cubiss
- Bibliotheek Berkel-Enschot (dorp)
- Bibliotheek Heyhoef (Stadsdeel Reeshof, bij Winkelcentrum Heyhoef)
- De Bibliotheek Midden-Brabant (overkoepelende naam, samen met Waalwijk, Goirle, Oisterwijk, Hilvarenbeek, Loon Op Zand)
- Bibliotheek LocHal (Centrum, stationsgebied)
- Bibliotheek 't Sant (West)
- Bibliotheek Udenhout (dorp)
- Bibliotheek Wagnerplein (Stadsdeel Noord, bij Winkelcentrum Wagnerplein)
- Bibliotheek TextielMuseum

### Eten en drinken
Aan Tilburg gerelateerde lekkernijen:
- Tilburgse Kermiskoek
- Tilburgse bol – chocoladebol, getopt met witte chocolade en een vulling van slagroom met bruine chocolade[12]
- Tilburgs bekske – Koffie met Schrobbelèr
- De Kruiket en Kruikenbal – rundvleeskroket in een groen-oranje jasje; groen en oranje zijn de Tilburgse carnavalskleuren[13]
- Kattespauw – de naam is Tilburgs voor kattenkots; dit Jodenvet met pinda's wordt in mei verkocht in de Hasseltse kapel[14]
- Toepertoetje – een variant op 'Marjolaine gebak', met hazelnoot, amandelen en chocoladecrème.

Aan Tilburg gerelateerde Likeuren:
- Schrobbelèr – kruidenlikeur
- Peerke's Nat – kruidenlikeur
- Piuswater – kruidenlikeur
- Gelukskruikske – likeur
- Op z’n Brabants – likeur

Aan Tilburg gerelateerde wijn:
- Le Roi Guillaume II – wijn
- La Mairie – wijn
- Tilburg Wijnstadwijn

Aan Tilburg gerelateerde bieren:
- Kraftbier – diverse speciaal bieren uit Tilburg
- Stadsbrouwerij 013 – bier, diverse speciaal bieren uit Tilburg
- La Trappe – trappistenbieren van Abdij Koningshoeven in Berkel-Enschot
- Reeshofnat – bier
- Moerenburg – bieren
- Kruikenbier

## Foto's

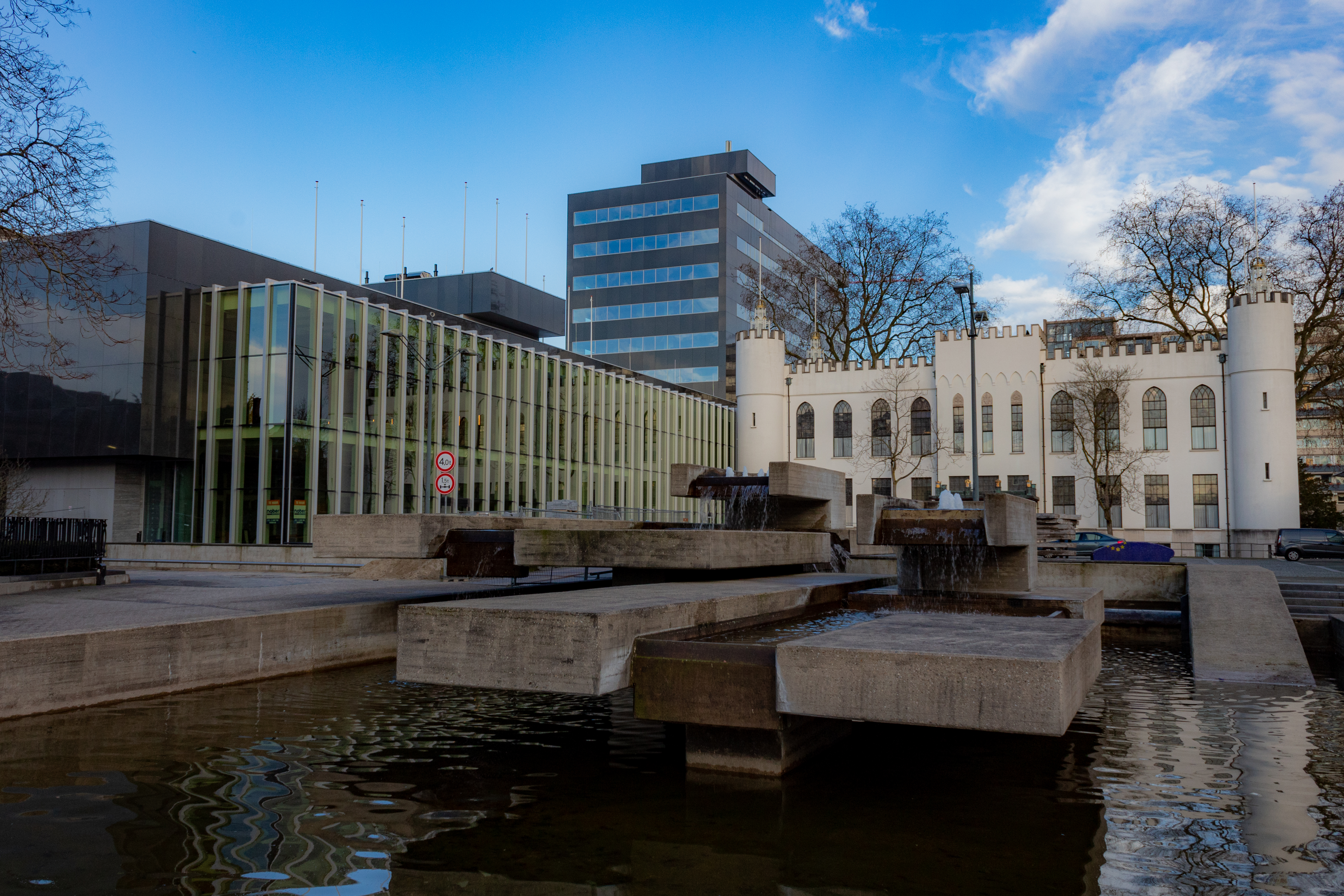
Paleis-Raadhuis, met daarachter Stadskantoor 2, de 'zwarte doos'
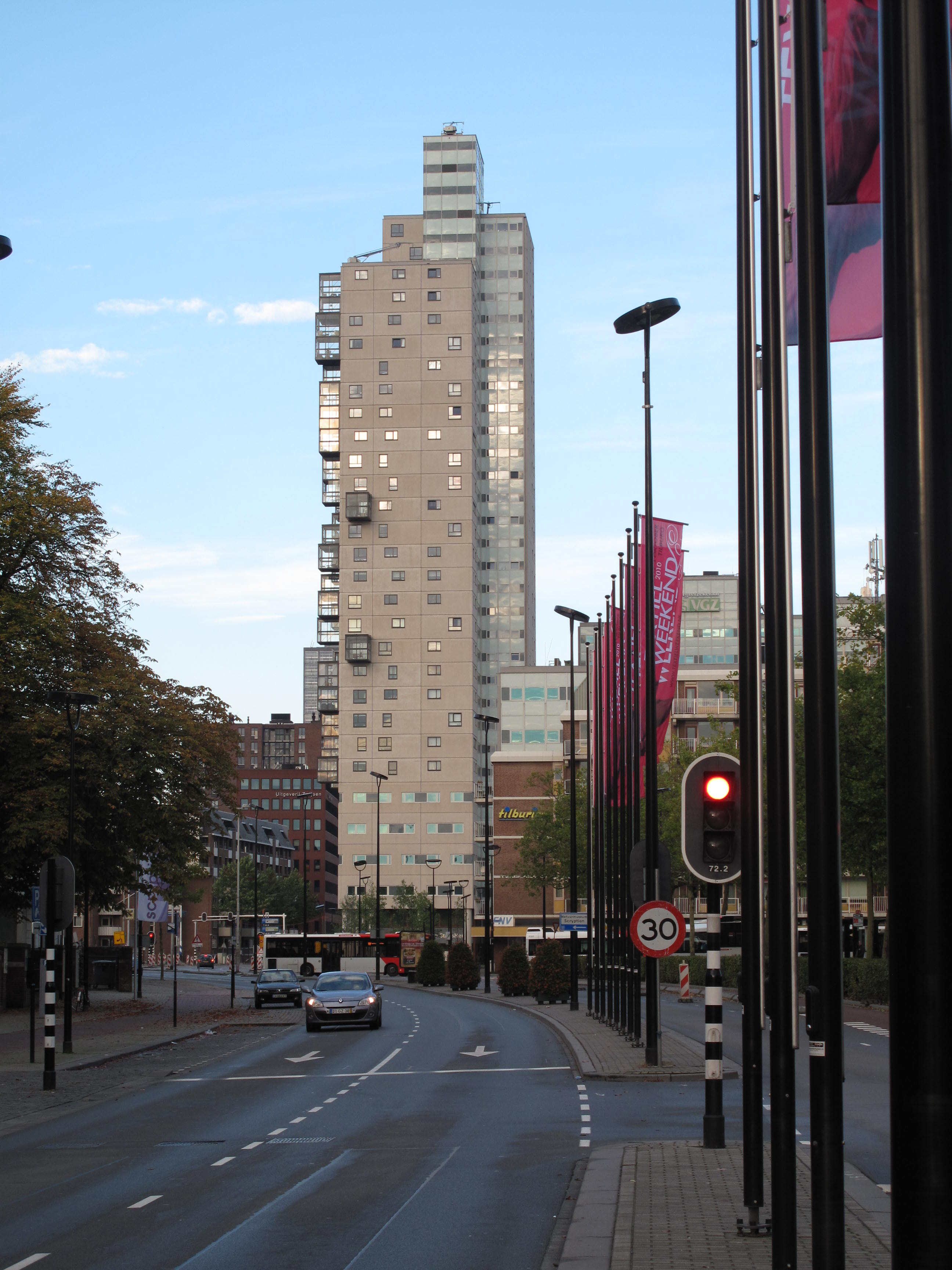
Woontoren de StadsHeer
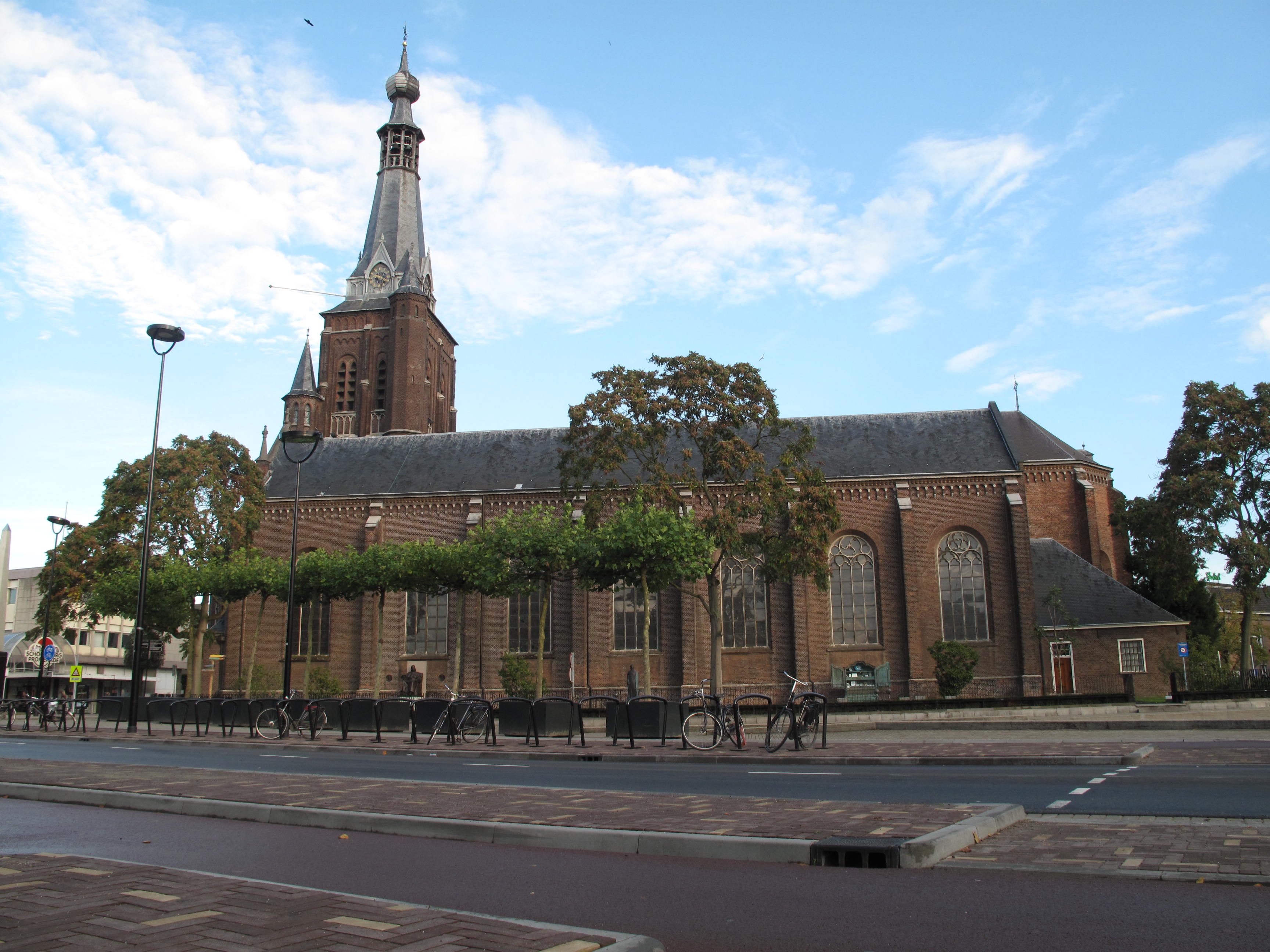
Heikese kerk
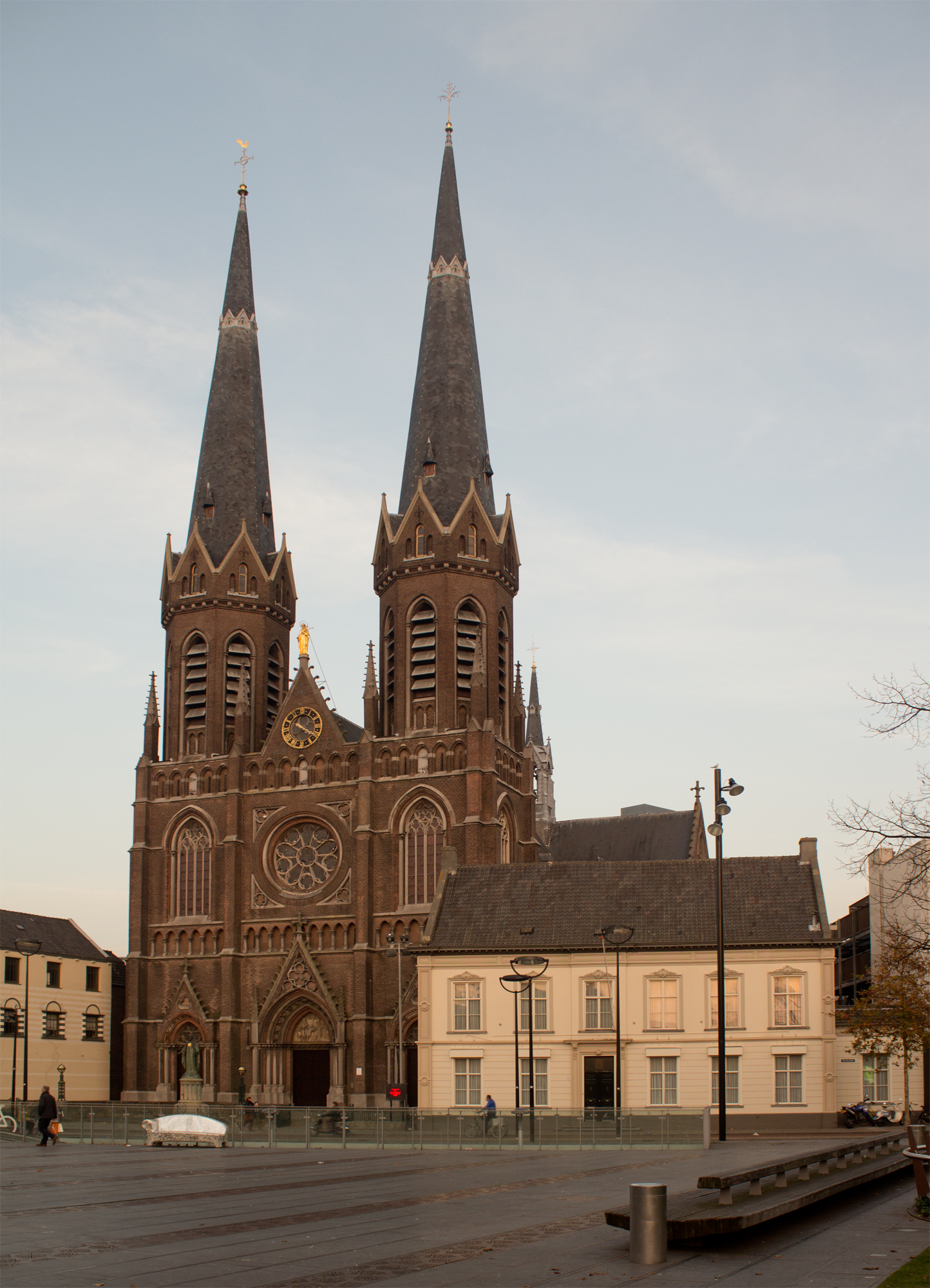
Heuvelse kerk
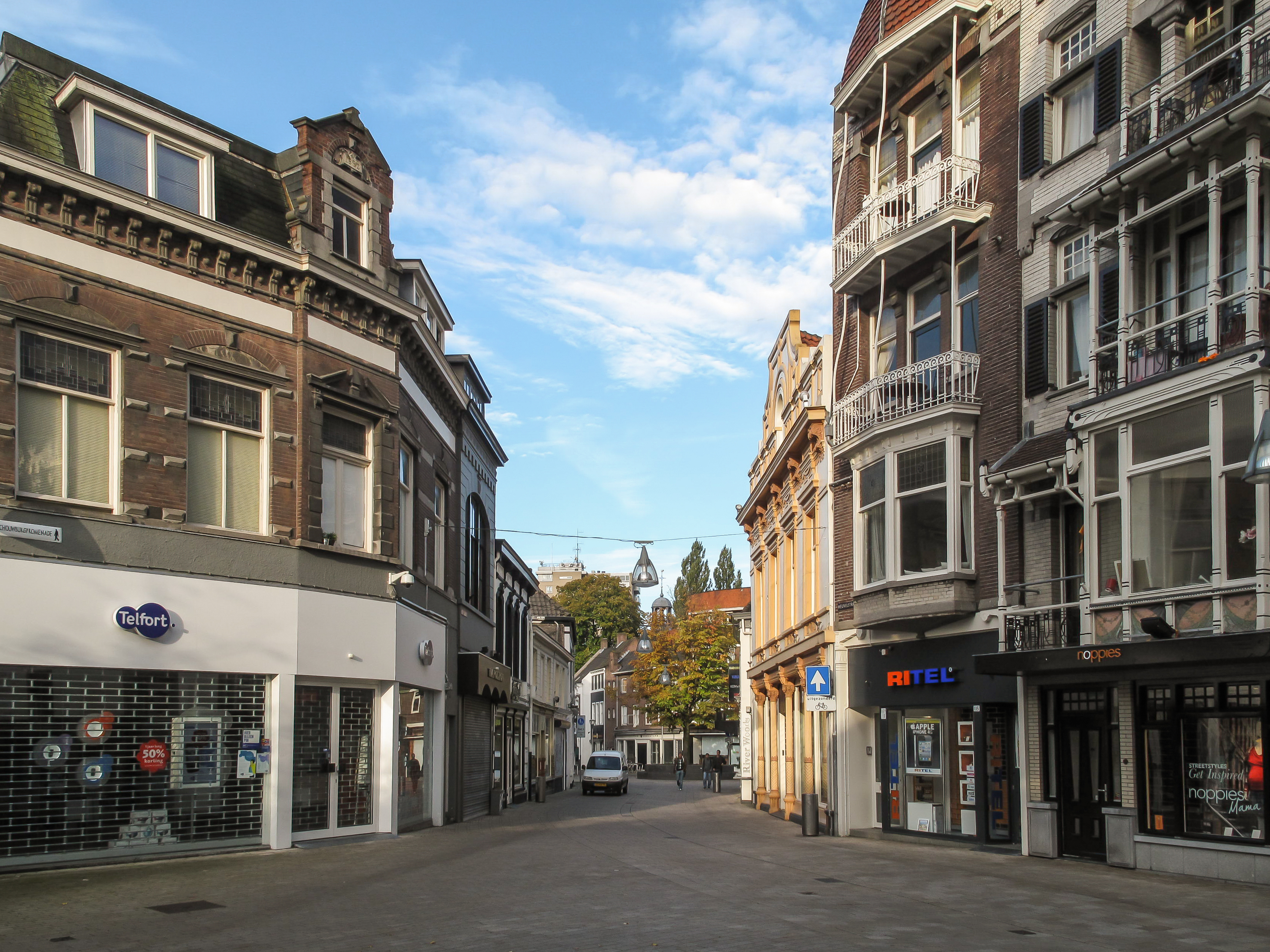
Binnenstad (hoek Heuvelstraat – Oude Markt)
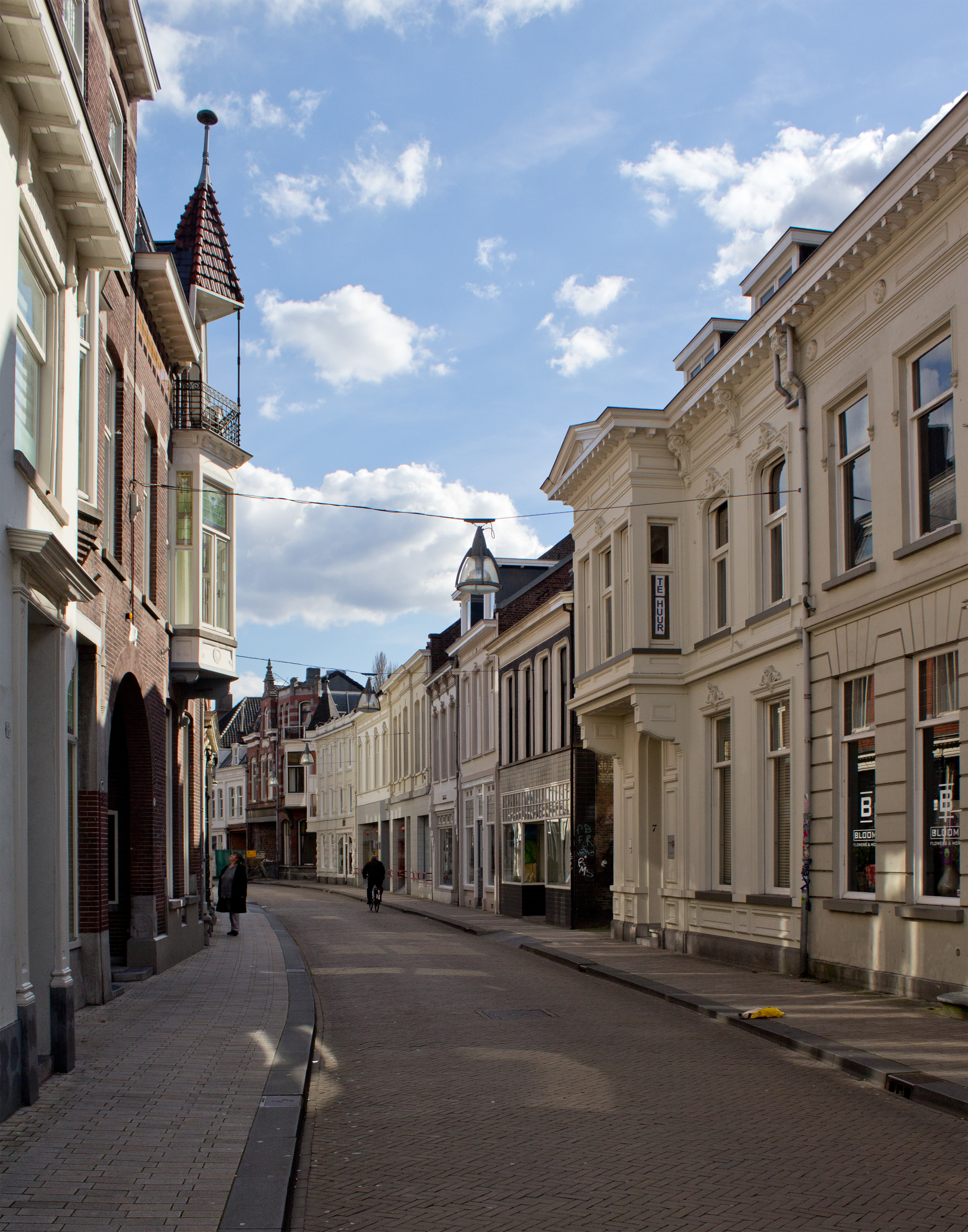
Binnenstad (Nieuwlandstraat)
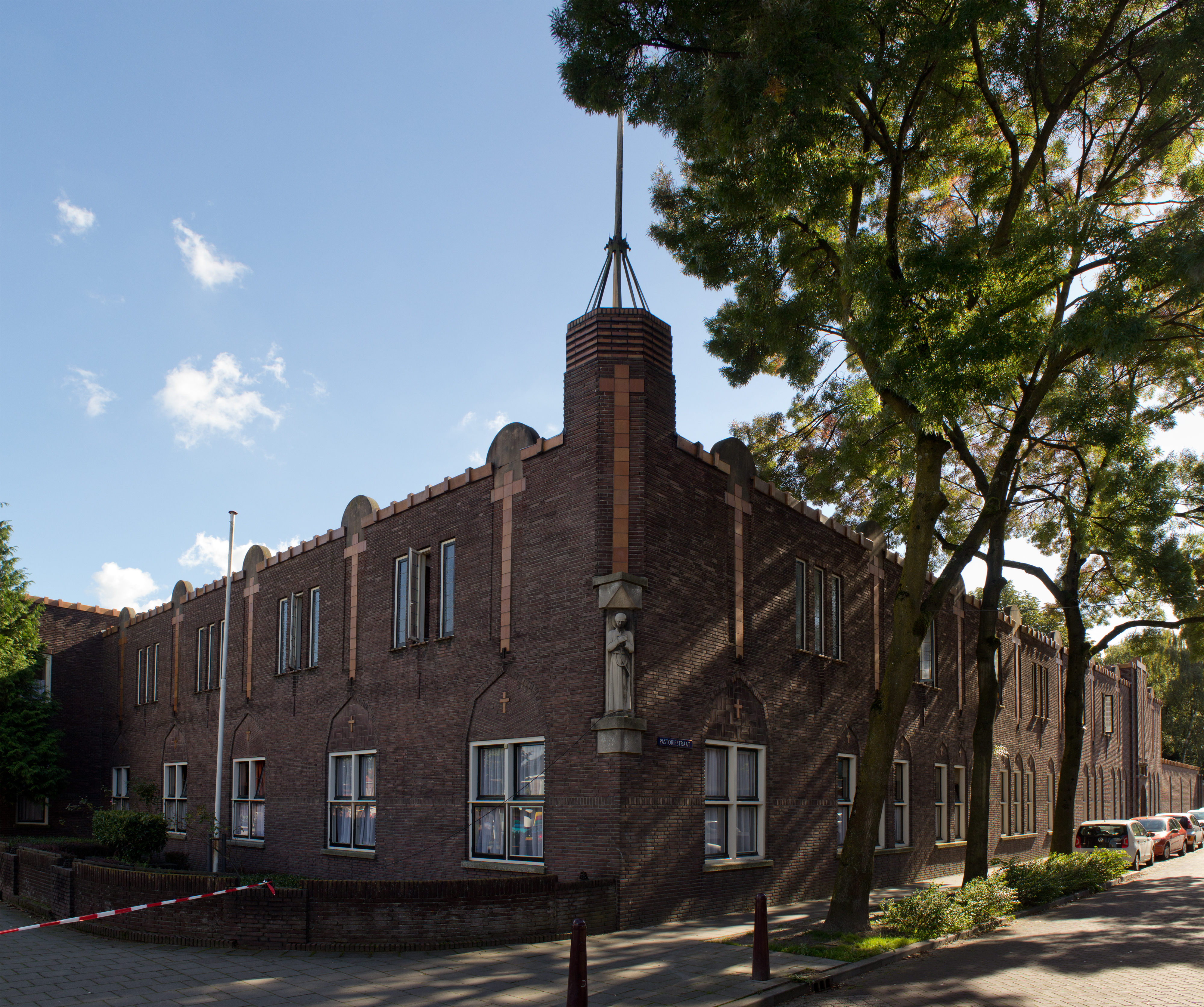
Petrus Dondershuis
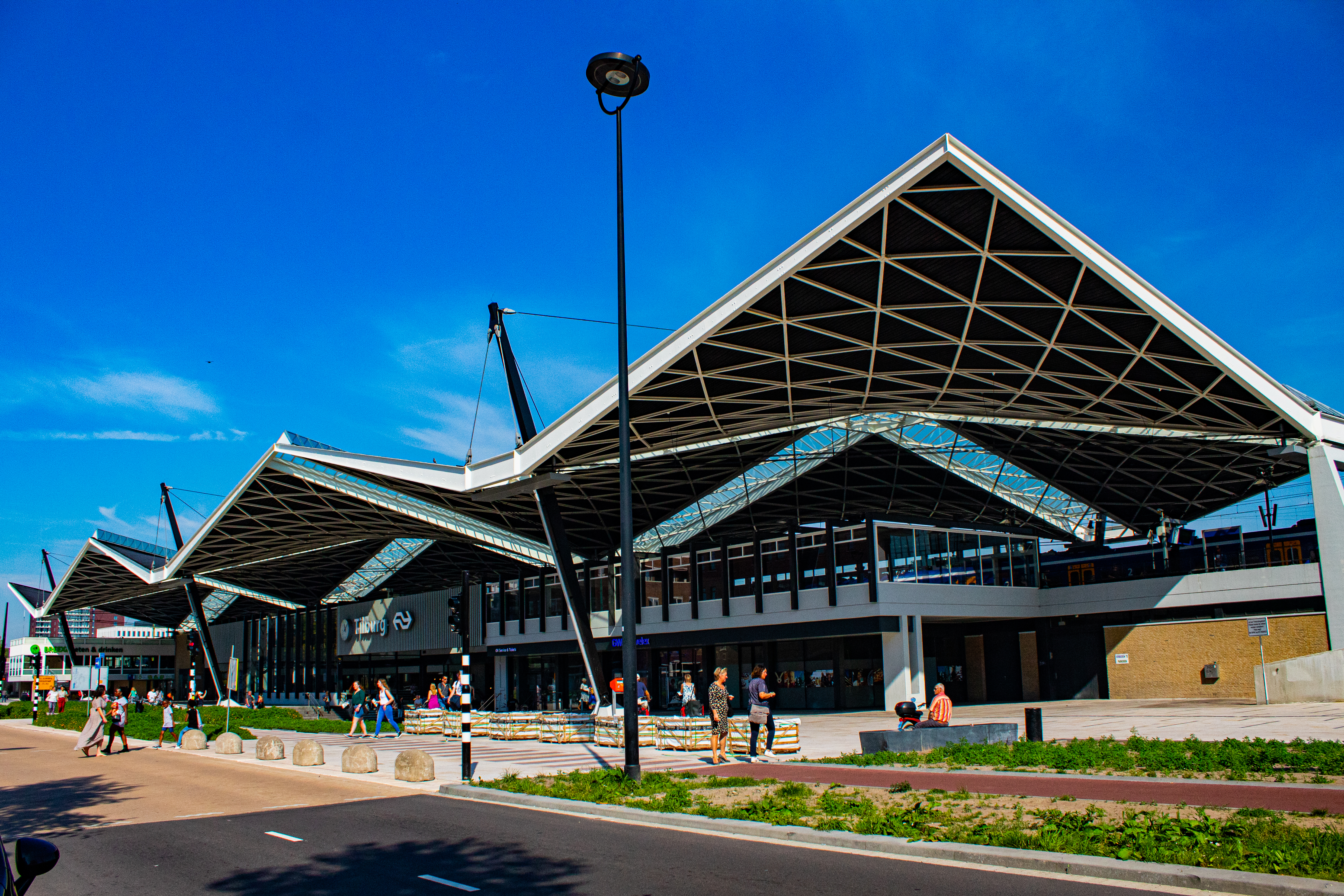
Station, 2019
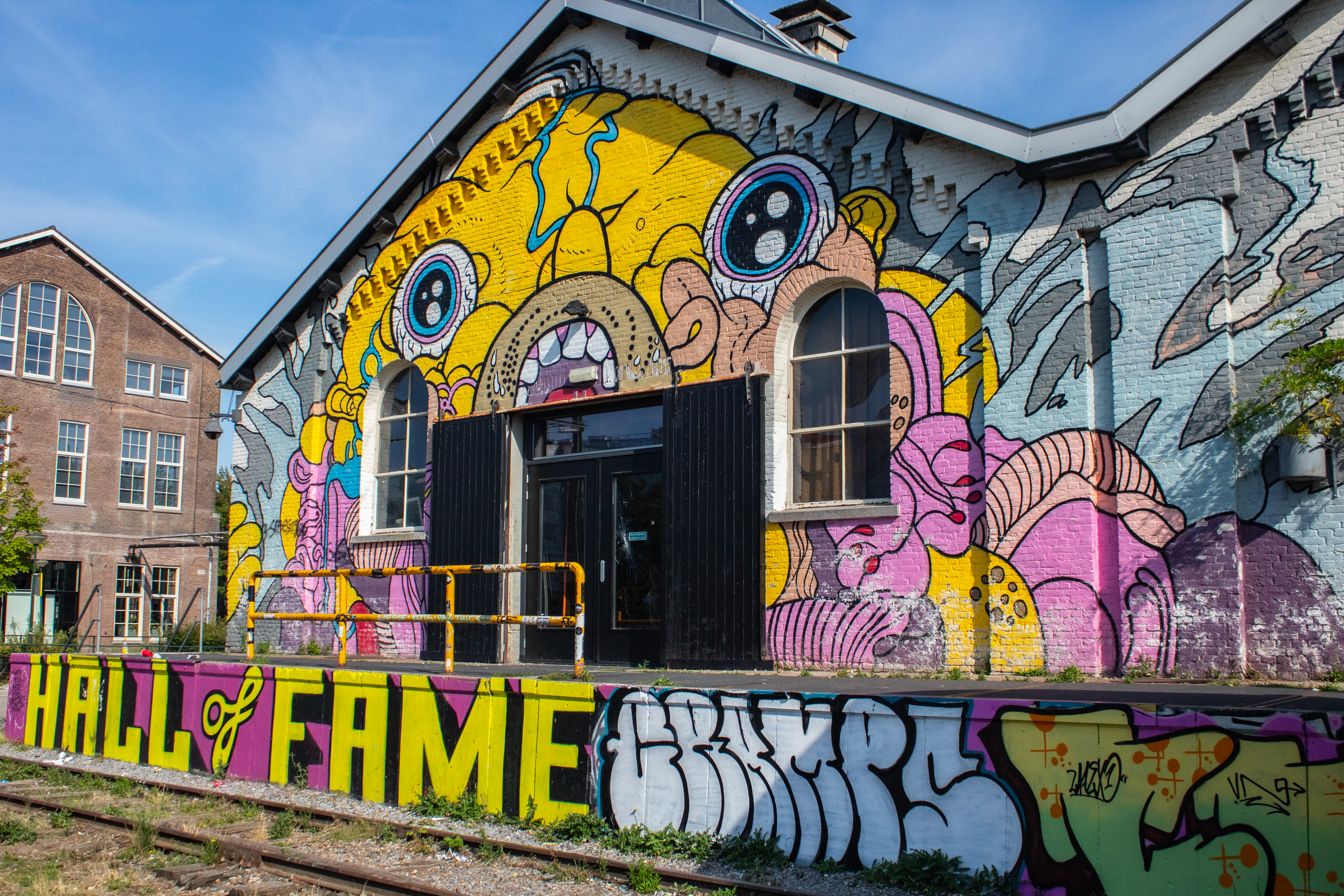
Cultuurfabriek Hall of Fame